# Province de Rome
La province de Rome est une ancienne province italienne, appartenant à la région du Latium, avec pour chef-lieu la ville de Rome, capitale italienne. Elle est remplacée par la ville métropolitaine de Rome Capitale depuis le 1er janvier 2015.

## Géographie
D'une superficie de 5 351 km2, son territoire correspondait exactement à celui de la ville métropolitaine de Rome Capitale, qui lui a succédé.

## Histoire
La province est créée le 15 octobre 1870, après la conquête de Rome et de l'ensemble des États pontificaux par le royaume d'Italie. Elle s'étend alors sur la plus grande partie du territoire actuel du Latium. En 1923, le circondario de Rieti est détaché de la province de Pérouse pour être rattaché à celle de Rome.
En 1927, son territoire est fortement réduit avec l'institution des provinces de Frosinone, Rieti et Viterbe, puis de nouveau en 1934 avec la création de la province de Littoria, devenue Latina.
Elle cesse d'exister le 31 décembre 2014 et est remplacée par la ville métropolitaine de Rome Capitale sur le même territoire.

## Politique et administration

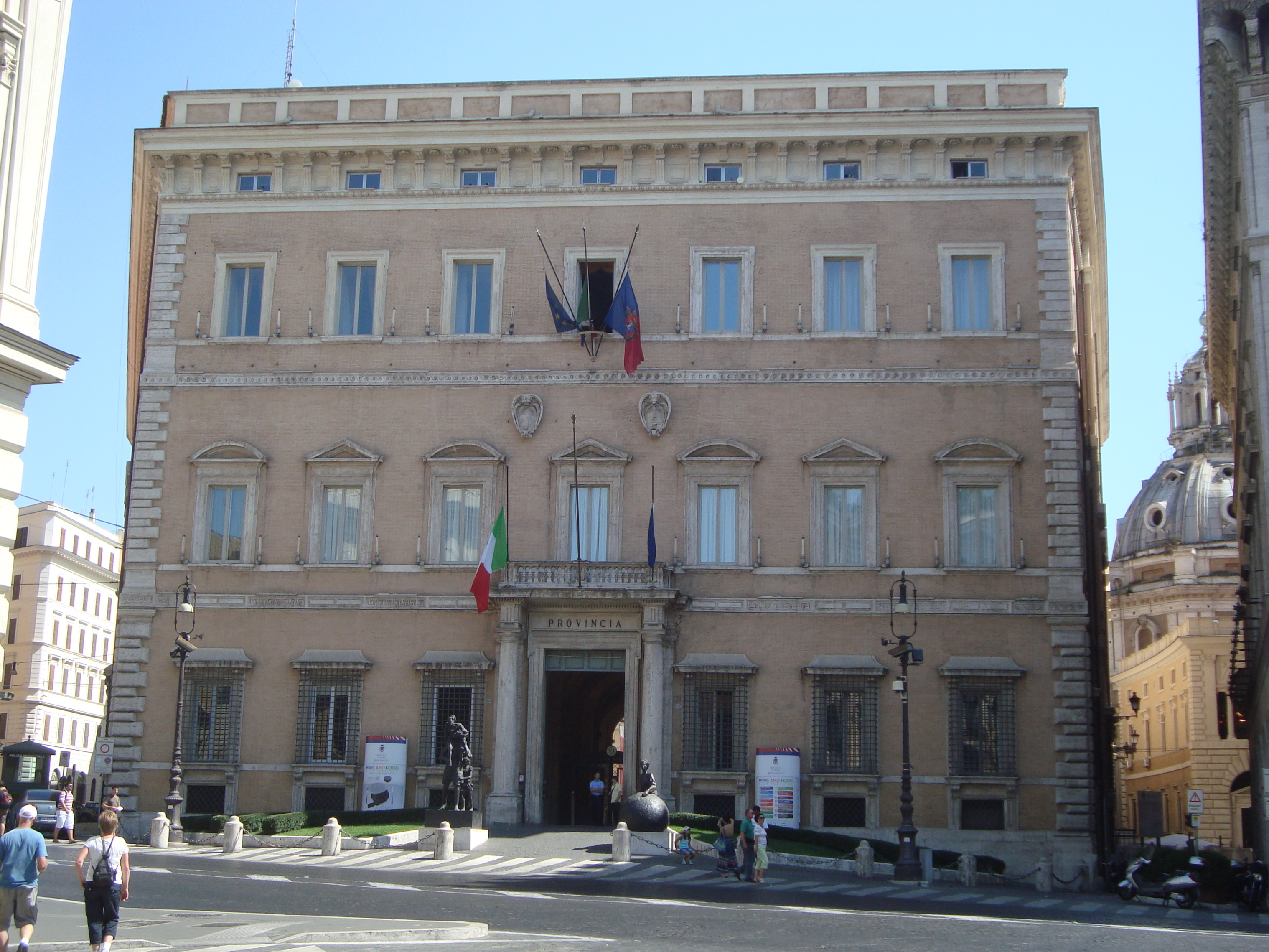
Le palais Valentini, siège de la province de Rome

Comme toutes les provinces italiennes, celle de Rome était administrée par un conseil provincial et une instance exécutive appelé junte provinciale avec son président.

## Démographie
Elle comptait 4 194 068 habitants au 31 décembre 2010.